# 판윈뤄
판윈뤄(중국어: 范蕴若, 1996년 1월 7일 ~ 2020년 7월 2일)는 중국의 전 바둑 기사이다.

## 생애
1996년 중화인민공화국 상하이시에서 태어났고, 2009년에 프로 입단하여, 2019년 8단으로 승단했다.
그리고 2020년 7월 2일에 상하이에 있는 아파트에서 투신해 스스로 생을 마감하였다. 자살한 이유는 우울증으로 알려졌다.

## 약력
- 2009년 입단
- 2011년 제3회 비씨카드배 64강
- 2013년 신인왕전 준우승(대 타오신란 1:2), 삼성화재배 16강
- 2014년 제2회 바이링배 64강
- 2017년 농심배에서 박정환이기고 중국우승결정